# サミュエル・サットン
サミュエル・サットン（Samuel Sutton、1760年 - 1832年6月17日）は、イギリス海軍の士官である。アメリカ独立戦争勃発から間もないころに入隊し、軍人生活の大部分を、ジョシュア・ロウリーと共に過ごした。西インド諸島でのフランスとの交戦にいくつか参戦し、アメリカ独立戦争終結時は海尉だった。その後の休戦期間は就役しなかったが、1790年のヌートゥカ危機の際、短期間現場に復帰した。1793年のフランス革命戦争の勃発と共に正式に海軍に復帰し、多くの艦の艦長を務めた後、1795年の第一次グロワの海戦の際に、スループ船の指揮を任され、フランス王族アングレーム公爵を護衛する機会を与えられた。この時の功績により、サットンは何人かの提督の座乗艦の艦長を務めた。その提督の中にはホレーショ・ネルソンもいた。サットンはヴィクトリーの艦長にも就任したが、その後艦長の座をトマス・ハーディに明け渡した。サットンの後にヴィクトリーの艦長を務めたハーディは、ネルソンの死にも立ち会った。サットンは、ヴィクトリーの艦長退任後はフリゲート艦を指揮し、1804年にはスペインとの海戦で、3隻のスペインのフリゲート艦を拿捕し、4隻目を破壊した。この海戦は物議をかもしたが、サットンはこの戦利品で富を得た。にもかかわらず海軍にとどまったサットンは、1805年、西インド諸島へのフランス艦の追跡に加わったが、この時体調を崩し、同年の10月に帰国して、現役から引退した。その後はノーフォーク、サフォークの両州で行政長官、副統監として地元に貢献し、1821年に海軍中将に昇進して、翌1832年に没した。

## 海軍入隊

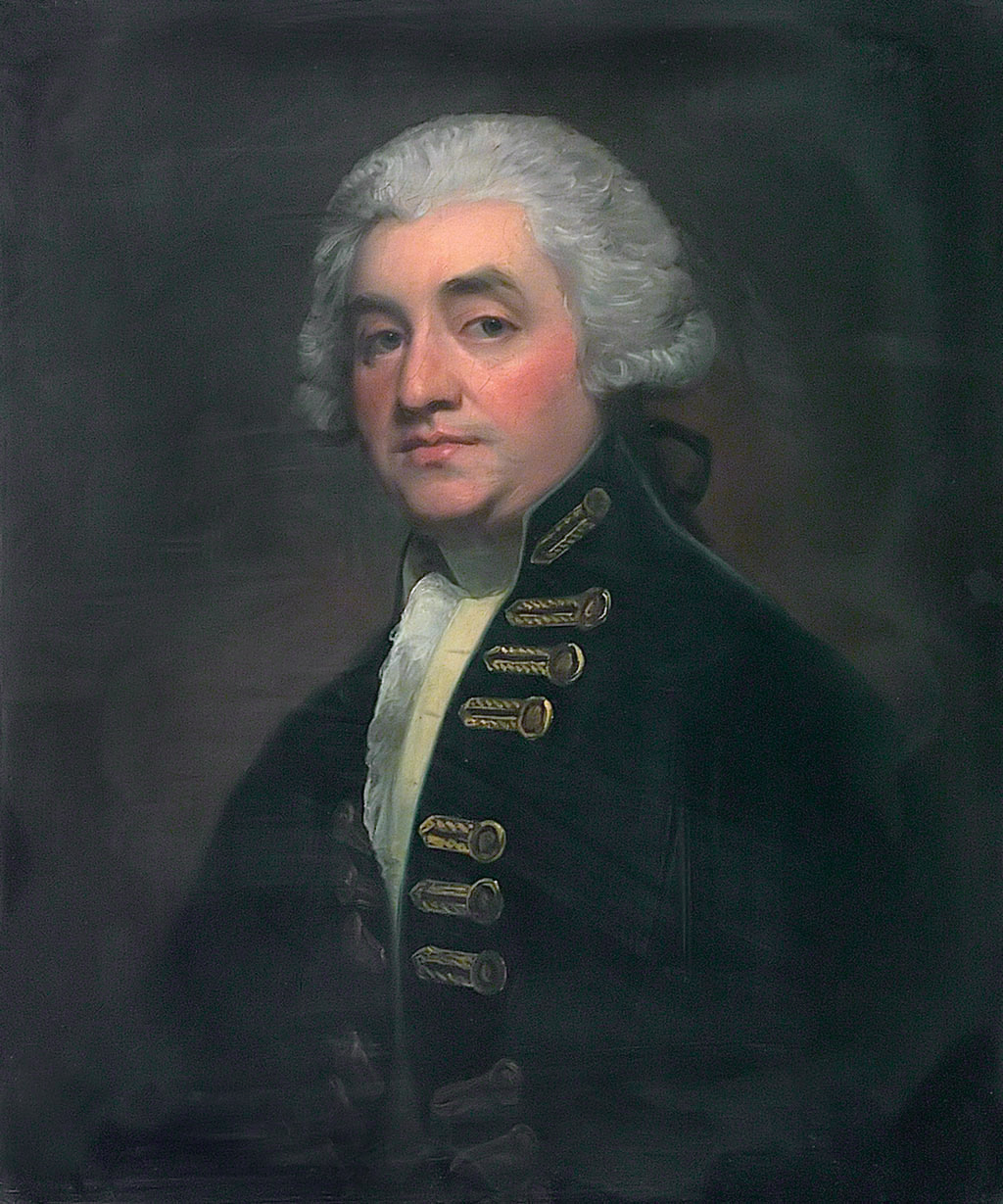
ジョシュア・ロウリー

サットンは1760年に生まれ、1777年4月9日に熟練船員として海軍に入り、後に士官候補生となって74門艦モナークに配属された。当時、モナークの艦長はジョシュア・ロウリーだった。サットンはロウリーと共に海峡艦隊で任務についた。1778年12月にロウリーは中将に昇進して、モナークから、やはり74門艦のサフォークに移った。フラッグキャプテン（提督の座乗艦艦長）にはヒュー・クロベリー・クリスチャンが任命された。サットンもロウリーと共にサフォークに転属となり、1779年12月に、ロウリーが、トマス・ワトソン艦長のコンカラーに提督として移った際にも共に異動した 。サットンは、サフォークで任務についていた1779年7月6日にグレナダの海戦に立ち会い、コンカラーに配属後の1780年4月17日には、マルティニーク島の海戦を目の当たりにした。
サットンは、その後2度ロウリーと共に転属された。1度目は1780年6月のテリブル配属で、2度目は翌7月からのプリンセス・ロイヤルへの配属だった。いずれの艦も、艦長はジョン・トマス・ダクワースであった。プリンセス・ロイヤルでサットンは海尉代行となり、後にマンリー・ディクソン艦長指揮下のスループ船ジャマイカに移ってからも、その地位のままでいた。ジャマイカの後、1780年12月から、かつてのフランス艦で18門のデュガイ・トゥルーインに乗った。この艦の指揮官はベンジャミン・ハルクだった。しかし1782年、サットンはジェームズ・ケンプソーン艦長の90門艦ロンドンに配属され、再びロウリーの元に戻った。提督ロウリーが74門艦のエイジャックス（N・チェイシングトン艦長）や50門艦プレストン（ジョージ・マーティン艦長）に異動した際にも、常にサットンは行動を共にした。
1783年4月21日、サットンは正式に海尉試験を受けなかったものの、海尉として認められた。しかし体調を崩し、10門のブリッグ・スループのチルダーズでイギリスに戻った。その後回復したサットンは、1785年にスループ船マーリンで、指揮官エドワード・ペケナムのもと任務に就き、その年いっぱいをニューファンドランド島で過ごした。マーリンを降りた後はしばらく仕事がなく、4年半を艦から離れて過ごした。

## 海軍への復帰
1790年のヌートゥカ危機により、海軍本部は戦争に備えて、多くの人員と艦の確保を指示した。サットンは、この年の6月22日に32門のフリゲート艦イフィゲニアのパトリック・シンクレア艦長の唯一の士官に任命され、リチャード・ハウの艦隊でもしばらく任務についた。ヌートゥカ危機の後戦争の可能性は低くなり、このため海軍の人員縮小が行われて、サットンは1791年2月7日に再び艦を降りた。その後フランス革命戦争の勃発と共に緊張感が高まって、また人員確保の機会が生まれ、1794年の1月3日、サットンは海峡艦隊の構成艦で、トーマス・リッチの旗艦であったカローデンに乗艦した。その年の11月には、チャールズ・コットン艦長の74門艦マーズで任務につき、1795年6月にはウィリアム・コーンウォリス提督の第一次グロワの海戦に参戦した。この時のルイ・トマ・ヴィラレー・ド・ジョワイユーズ率いるフランス軍は圧倒的だった。マーズはこの艦隊の最後尾にいて、フランス艦隊の砲撃の矢面に立たされたが、12人が負傷しただけですんだ。この時、コーンウォリスはマーズ艦長のコットンを救うために艦隊の向きを変えたところ、ヴィラレー・ド・ジョワイユーズは、近くにイギリスの援軍がいるものと思い込み、追跡を中断した。

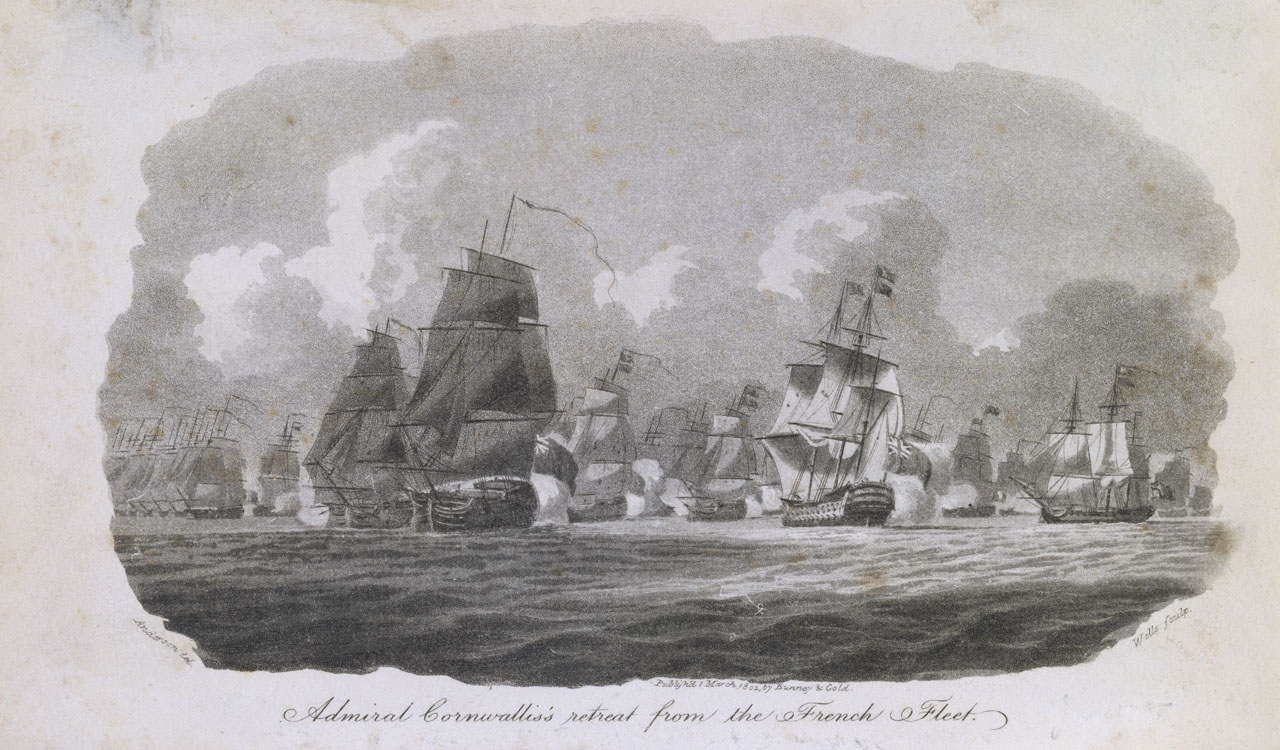
第一次グロワの海戦　ウィリアム・アンダーソン作

1795年9月1日、サットンは指揮官に任命され、16門のスループ船マーティンで西アフリカと北海で任務に就いた。1797年、北海での任務は、後のシャルル10世の長男であるアングレーム公爵を、リースからクックスハーフェンへ送り届けることだった。これで功績をあげたサットンは、はやくも1797年6月27日に、ポストキャプテンへ昇進を遂げた。しかしその後1年間、任務にはつかず。1798年9月3日にリチャード・オンズローのフラッグキャプテンとして復帰し、モナークに乗艦した。この間は、その21年前に、かつての指揮官ジョシュア・ロウリーのもとで、熟練船員として任務に就いた艦だった。翌1799年の3月にはやはりかつての上官であり、今や少将となったチャールズ・コットンのフラッグキャプテンとして、90門艦プリンスに乗った。その後、1801年2月23日に32門のアルクメネに転属されるまで、プリンスで任務を続けた。

## コペンハーゲンの海戦とホレーショ・ネルソン

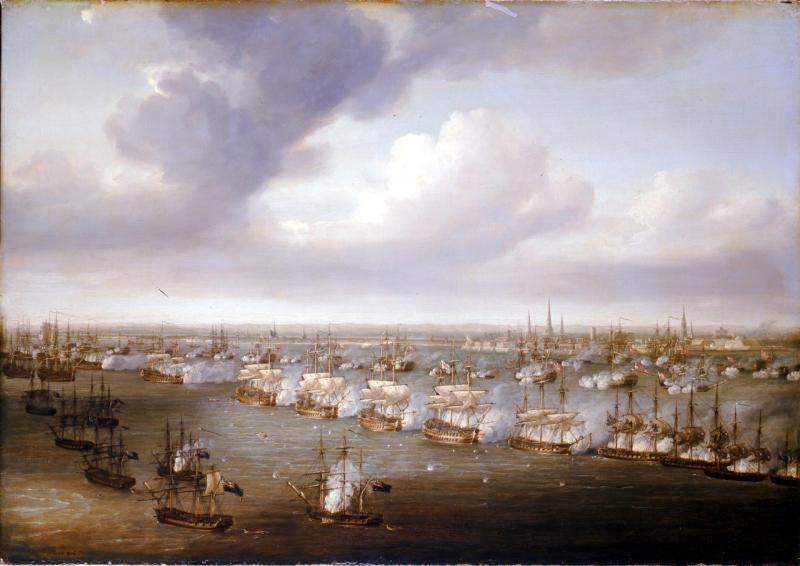
コペンハーゲンの戦い　ニコラス・ポコック作

アルクメネは、ハイド・パーカー提督のバルト海遠征艦隊の艦の1隻であった。サットンは、ホレーショ・ネルソン少将の戦隊の一員として、この艦をコペンハーゲンの海戦で指揮した。トレクロナ砦のデンマーク軍と交戦したアルクメネは、その後のパーカーの撤退せよとの信号に従ったが、ネルソンはこの命令を無視した。この海戦の後、ネルソンはサットンを38門艦アマゾンの指揮官とした。海戦で戦死したエドワード・リュー艦長の後継だった。サットンはネルソンのフラッグキャプテンとしてバルト海にとどまり、ネルソンがイギリスに戻っても、彼がこの艦の提督でいる間、外敵侵入を防ぐ任務を続けた。1802年、ネルソンはこの艦の提督を退任し、サットンはジョン・ボルラス・ウォーレン少将をサンクトペテルブルクまで送り届けた。

## ヴィクトリー
1802年11月、サットンはアマゾンの艦長を退き、1803年初頭に100門艦の一等級戦列艦ヴィクトリーの艦長となった。5月18日、ポーツマスにネルソンが到着し、ヴィクトリーに自らの旗を掲げたが、ヴィクトリーはウィリアム・コーンウォリスに割り当てられており、また戦闘の準備が整っていなかったため、ネルソンは2日後に旗を降ろし、サットンに、ヴィクトリーの戦闘準備をすませてウィリアム・コーンウォリスに届けさせるようにした。ネルソンはその後すぐさま、地中海艦隊のトマス・ハーディ艦長のアンフィオンに乗って地中海へ向かった。ネルソンはまた、もしコーンウォリスがヴィクトリーを旗艦としたくないのであれば、サットンがヴィクトリーに乗艦して、地中海艦隊でネルソンと合流すべきとの命令を残していた。

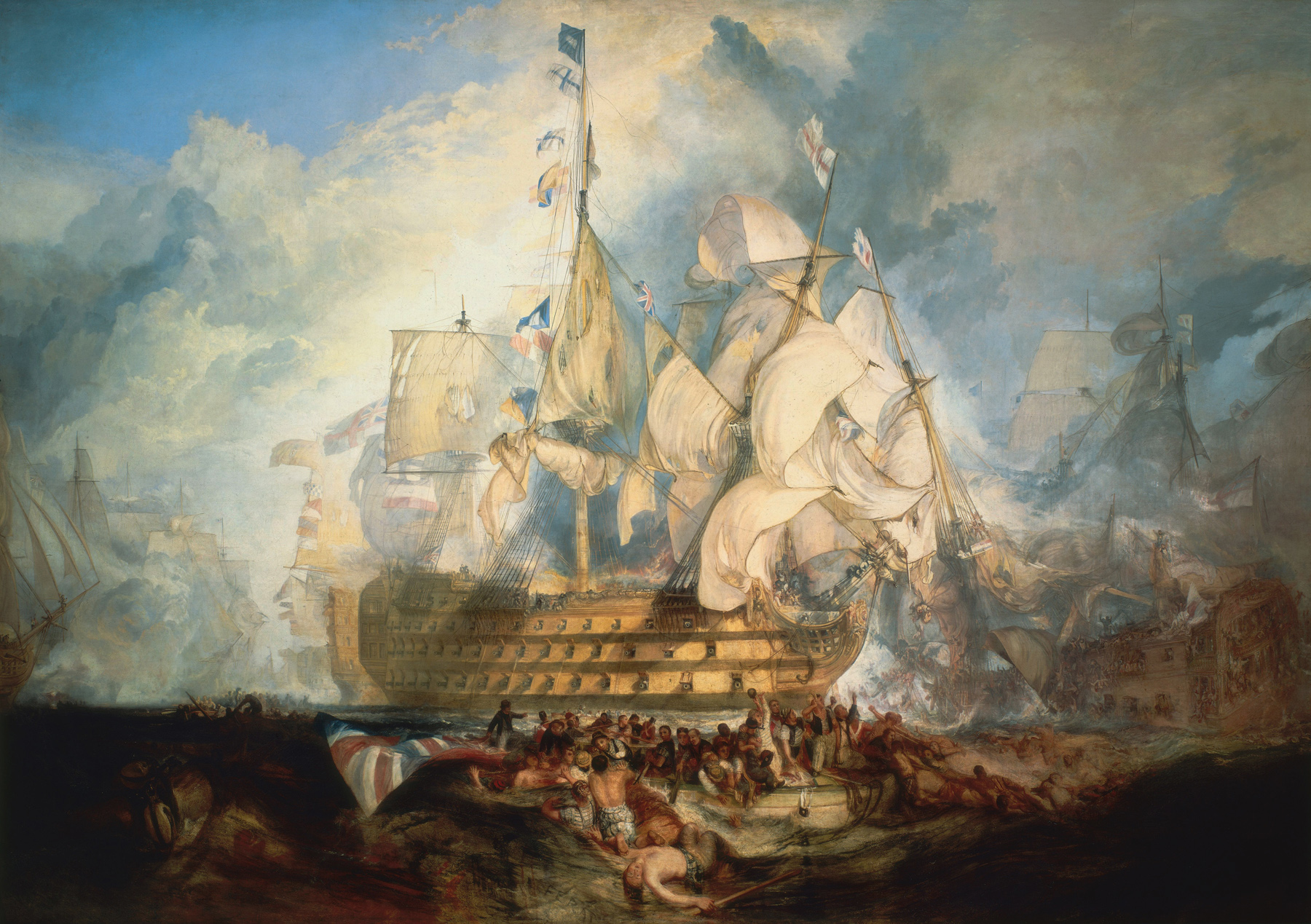
ヴィクトリー

サットンはウェサン島沖でコーンウォリスに合流し、そこでコーンウォリスは、サットンに、ネルソンと共に行動するよう命じた。サットンとヴィクトリーは、シシエ岬沖でネルソンと合流して航海を続け、5月28日、フランスのフリゲート艦エムビュスカードに出くわした。アンバスケードは西インド諸島からの航海をして来て、ビスケー湾に入ろうとしていた。このエムビュスカード、かつてのイギリス艦アンバスケードは逃走を試みたが、改装をすませたばかりのヴィクトリーから逃げることはできず、一発の砲弾も打てないまま降伏した。サットンはエムビュスカードを拿捕し、航海を続けて、7月の終わりに地中海艦隊と合流した、そこではネルソンが提督旗を掲げていた。サットンはフラッグキャプテンとしてハーディを連れてきており、サットン自身はハーディの前任艦であるアンフィオンに乗務した。

## 1804年10月5日の海戦
サットンはネルソンの艦隊と共に地中海にとどまって、最初はトゥーロンの沖を巡回し、後にカディスへと移った。1804年10月3日、アンフィオンは、他のイギリスのフリゲート艦3隻と共に、正貨を積んでカディスに近づいた、スペインの4隻のフリゲート艦を迎撃した。他の3隻はインディファティガブル、ライブリー、そしてメデューサで、4隻は10月5日の早朝にスペイン艦を見つけ、追跡した。スペインは砲弾を浴びせかけられたが、イギリスへの攻撃を拒んだため、戦闘が始まった。短いながらも激しい戦闘の後、1隻のスペイン艦が爆発し、あとの3隻は旗を降ろして降伏した。アンフィオンの乗員が3人、この戦闘で負傷した。3隻から回収した財宝は100万ポンドにもなったが、イギリスがこの財宝を奪ったことにより、スペインはフランスと同盟を結んで、イギリスに宣戦布告した。

## トラファルガーの海戦以後
サットンとアンフィオンは1805年もネルソンの艦隊と共に行動し、トラファルガー戦役に参戦して、ピエール＝シャルル・ヴィルヌーヴの戦隊を西インド諸島まで追跡した後、地中海に戻ってきた。サットンは、艦隊が戻ってきてリスボン沖に投錨したころに健康を害し、ネルソンは彼を療養させるために艦から下ろして、代わりにウィリアム・ホストをアンフィオンの指揮官に任命した。サットンは拿捕したスペイン艦の財宝のおかげで裕福であったため、現役を引退して、この後艦上での任務にはつかなかったと思われる。その後はノーフォーク州とサフォーク州で、行政長官と州の副統監を務め、1821年7月19日に少将に昇進した。翌年の1832年の6月、サットンは、ノーフォーク州ディッチンガムで72歳で死去した。